# Сісеріка Макмен
Сісеріка Макмен (11 квітня 1995) — ірландська плавчиня.
Учасниця Олімпійських Ігор 2012 року.
Призерка Чемпіонату Європи з водних видів спорту 2012 року.
Призерка Чемпіонату Європи з плавання на короткій воді 2012 року.